# Eudicotiledoni basali
Le eudicotiledoni basali sono un raggruppamento, probabilmente parafiletico, di angiosperme che, sulla base di studi di filogenesi molecolare basati sul sequenziamento del DNA, sono state identificate come rami ancestrali delle eudicotiledoni.

## Descrizione
Le piante di questo raggruppamento hanno caratteristiche morfologiche intermedie tra le angiosperme basali e le altre eudicotiledoni: spesso hanno numerosi stami, carpelli separati e parti fiorali che si presentano in multipli di 3, 4, o 5.

## Tassonomia
Il raggruppamento comprende i seguenti ordini:
- Ranunculales Juss. ex Bercht. & J.Presl
- Proteales Juss. ex Bercht. & J.Presl
- Trochodendrales Takht. ex Cronq.
- Buxales Takht. ex Reveal